# Doryphoribius flavus
Doryphoribius flavus är en djurart som tillhör fylumet trögkrypare, och som först beskrevs av Iharos 1966.  I den svenska databasen Dyntaxa används istället namnet Doryphoribius citrinus. Doryphoribius flavus ingår i släktet Doryphoribius och familjen Hypsibiidae. Arten är reproducerande i Sverige. Inga underarter finns listade i Catalogue of Life.